# Хаві Герра (футболіст, 1982)
Хаві Герра (ісп. Javi Guerra, нар. 15 березня 1982, Малага) — іспанський футболіст, що грав на позиції нападника.
Виступав, зокрема, за клуби «Реал Вальядолід» та «Райо Вальєкано».

## Ігрова кар'єра
Народився 15 березня 1982 року в місті Малага. Вихованець футбольної школи клубу «Еспаньйол».
У дорослому футболі дебютував 2001 року виступами за команду «Вілассар Мар», у якій провів один сезон. 
Згодом з 2002 по 2010 рік грав у складі команд «Мотриль», «Кадіс», «Варзім», «Валенсія Месталья», «Валенсія», «Гранада», «Мальорка», «Алавес» та «Леванте».
Своєю грою за останню команду привернув увагу представників тренерського штабу клубу «Реал Вальядолід», до складу якого приєднався 2010 року. Відіграв за вальядолідський клуб наступні чотири сезони своєї ігрової кар'єри. Більшість часу, проведеного у складі «Вальядоліда», був основним гравцем атакувальної ланки команди. У складі «Вальядоліда» був одним з головних бомбардирів команди, маючи середню результативність на рівні 0,47 гола за гру першості.
Протягом 2014–2015 років захищав кольори клубів «Кардіфф Сіті» та «Малага».
У 2015 році перейшов до клубу «Райо Вальєкано», за який відіграв 4 сезони. Граючи у складі «Райо Вальєкано» також здебільшого виходив на поле в основному складі команди. Завершив професійну кар'єру футболіста виступами за команду «Райо Вальєкано» у 2019 році.